# Günter Morck
Günter Morck (* 28. Februar 1932 in Zwickau; † 2017) war ein deutscher Bucheinband- und Ledergestalter.

## Leben und Werk
Morck studierte bis 1961 an der Hochschule für Grafik und Buchkunst Leipzig. Für sein Diplom gestaltete er den Einband des Buches Aphorismen von Georg Christoph Lichtenberg, wozu Georgios Wlachopulos Vignetten geschaffen hatte.
Nach dem Studium lebte Morck als freischaffender Bucheinband- und Ledergestalter in Leipzig-Holzhausen. Er fertigte insbesondere hochwertige Handeinbände. Z.B. schuf er für die Einbandsammlung der Deutschen Bücherei 1984 zu einer Ausgabe des Hohen Lieds Salomonis einen Handeinband in Rindleder mit Blindprägung, der auch auf der X. Kunstausstellung der DDR gezeigt wurde. 1983/84 fertigte er im Auftrag des Kombinats TAKRAF als schmückende Wand für dessen Konferenzsaal in Halle 22 auf dem alten Leipziger Messegelände das sechsteilige 180 × 580 cm große Lederrelief Geologische Impressionen. Nachdem das Kombinat nach der deutschen Wiedervereinigung liquidiert worden war, erhielt Morck das Kunstwerk zurück. Er restaurierte es und übergab es der Kustodie der Universität Leipzig.
Morck war bis 1990 Mitglied des Verbands Bildender Künstler der DDR und dort ab etwa 1977 der Arbeitsgruppe Leder/Papier, die etwa 18 Mitglieder hatte.

## Weitere Werke (Auswahl)
- Buchkassette zu Ernesto Cardenal: Psalmen (1986)[2]
- Der selbstherrliche Mensch (1986, Plastik aus Leder mit Vergoldung)

## Publizierter Essay Morcks
- Handeinband-Werkkunst. In: Bildende Kunst, Berlin, 6/87, S. 268–270

## Ausstellungen (mutmaßlich unvollständig)

### Einzelausstellungen
- 1983: Leipzig, Galerie Kunst der Zeit (Ledergestaltung)
- 2001: Leipzig, Industriepalast („Imagination Italia“; Fotografien; mit Hans-Joachim Schauß)

### Teilnahme an zentralen und wichtigen regionalen Ausstellungen in der DDR
- 1965, 1972, 1974, 1979 und 1985: Leipzig, Bezirkskunstausstellungen
- 1987: Leipzig, Galerie im Hörsaalbau der Karl-Marx-Universität („Handeinband-Werkkunst“)
- 1987/1988: Dresden, X. Kunstausstellung der DDR